# غونتاون (مسيسيبي)
غونتاون (بالإنجليزية: Guntown, Mississippi)‏ هي بلدة تقع في Lee بولاية مسيسيبي في الولايات المتحدة. تبلغ مساحتها 11.8 (كم²)، وترتفع عن سطح البحر 122 م، بلغ عدد سكانها 2083 نسمة في عام 2010 حسب إحصاء مكتب تعداد الولايات المتحدة .

## التركيبة السكانية
حدّد مكتب تعداد الولايات المتحدة بيانات التركيبة السكانية لغونتاون في تعداد الولايات المتحدة. في ما يلي، التركيبة السكانية حسب تعدادي 2000 و2010.

### تعداد عام 2000
بلغ عدد سكان غونتاون 1,183 نسمة بحسب تعداد عام 2000، وبلغ عدد الأسر 443 أسرة وعدد العائلات 337 عائلة مقيمة في البلدة. في حين سجلت الكثافة السكانية 97.8 نسمة لكل كيلومتر مربع (253.3/ميل2). وبلغ عدد الوحدات السكنية 482 وحدة بمتوسط كثافة قدره 39.8 لكل كيلومتر مربع (103.1/ميل2).
وتوزع التركيب العرقي للبلدة بنسبة 74.98% من البيض و24.18% من الأمريكيين الأفارقة و0.34% من الأمريكيين ذوي الأصول الآسيوية و0.42% من الأعراق الأخرى و0.08% من عرقين مختلطين أو أكثر و1.01% من الهسبانيون أو اللاتينيون من أي عرق.
بلغ عدد الأسر 443 أسرة كانت نسبة 48.3% منها لديها أطفال تحت سن الثامنة عشر تعيش معهم، وبلغت نسبة الأزواج القاطنين مع بعضهم البعض 51.2% من أصل المجموع الكلي للأسر، ونسبة 21% من الأسر كان لديها معيلات من الإناث دون وجود شريك،  بينما كانت نسبة 3.8% من الأسر لديها معيلون من الذكور دون وجود شريكة وكانت نسبة 23.9% من غير العائلات. تألفت نسبة 22.8% من أصل جميع الأسر من عدة أفراد يعيشون في نفس المنزل ونسبة 9.7% كانت تتألف من شخص يعيش بمفرده يبلغ من العمر 65 عاماً أو أكثر. وبلغ متوسط حجم الأسرة المعيشية 2.67، أما متوسط حجم العائلات فبلغ 3.12.
بلغ العمر الوسطي للسكان 31.6 عاماً. وكانت نسبة 34.3% من القاطنين تحت سن الثامنة عشر، وكانت نسبة 7% بين الثامنة عشر والرابعة والعشرين عاماً، ونسبة 28.6% كانت واقعةً في الفئة العمرية ما بين الخامسة والعشرين والرابعة والأربعين عاماً، ونسبة 20.2% كانت ما بين الخامسة والأربعين والرابعة والستين، ونسبة 9.9% كانت ضمن فئة الخامسة والستين عاماً فما فوق. يوجد لكل 100 أنثى 89.9 ذكر، ويوجد لكل 100 أنثى في الثامنة عشر من عمرها فما فوق 80.3 ذكر.
بلغ متوسط دخل الأسرة في البلدة 27,188 دولارًا، أما متوسط دخل العائلة فبلغ 29,783 دولارًا. وكان متوسط دخل الذكور 27,868 دولارًا مقابل 20,375 دولارًا للإناث. وسجل دخل الفرد الخاص بالبلدة 12,456 دولارًا. وكانت نسبة 19.3% من العائلات ونسبة 24.7% من السكان تحت خط الفقر، وكان من هؤلاء نسبة 35.3% تحت سن الثامنة عشر ونسبة 17.9% في الخامسة والستين من العمر وما فوق.

### تعداد عام 2010
بلغ عدد سكان غونتاون 2,083 نسمة بحسب تعداد عام 2010، وبلغ عدد الأسر 759 أسرة وعدد العائلات 564 عائلة مقيمة في البلدة. في حين سجلت الكثافة السكانية 172.1 نسمة لكل كيلومتر مربع (445.7/ميل2). وبلغ عدد الوحدات السكنية 830 وحدة بمتوسط كثافة قدره 68.6 لكل كيلومتر مربع (177.7/ميل2).
وتوزع التركيب العرقي للبلدة بنسبة 79.21% من البيض و16.71% من الأمريكيين الأفارقة و0.14% من الأمريكيين الأصليين و0.38% من الأمريكيين ذوي الأصول الآسيوية و1.49% من الأعراق الأخرى و2.06% من عرقين مختلطين أو أكثر و2.30% من الهسبانيون أو اللاتينيون من أي عرق.
بلغ عدد الأسر 759 أسرة كانت نسبة 46.1% منها لديها أطفال تحت سن الثامنة عشر تعيش معهم، وبلغت نسبة الأزواج القاطنين مع بعضهم البعض 53.6% من أصل المجموع الكلي للأسر، ونسبة 17.3% من الأسر كان لديها معيلات من الإناث دون وجود شريك،  بينما كانت نسبة 3.4% من الأسر لديها معيلون من الذكور دون وجود شريكة وكانت نسبة 25.7% من غير العائلات. تألفت نسبة 22.3% من أصل جميع الأسر من عدة أفراد يعيشون في نفس المنزل ونسبة 6.2% كانت تتألف من شخص يعيش بمفرده يبلغ من العمر 65 عاماً أو أكثر. وبلغ متوسط حجم الأسرة المعيشية 2.74، أما متوسط حجم العائلات فبلغ 3.23.
بلغ العمر الوسطي للسكان 30.4 عاماً. وكانت نسبة 30.8% من القاطنين تحت سن الثامنة عشر، وكانت نسبة 9.1% بين الثامنة عشر والرابعة والعشرين عاماً، ونسبة 33.7% كانت واقعةً في الفئة العمرية ما بين الخامسة والعشرين والرابعة والأربعين عاماً، ونسبة 19.8% كانت ما بين الخامسة والأربعين والرابعة والستين، ونسبة 6.7% كانت ضمن فئة الخامسة والستين عاماً فما فوق. وتوزع التركيب الجنسي للسكان بنسبة 47.3% ذكور و52.7% إناث.

## أعلام
- إستر سميث

## وصلات خارجية
- The US50 - Cities and Towns in Mississippi State
- Mississippi Cities and Towns, Facts, Map, Flag, Colleges, Government, and More